# Pesthuis (Leiden)

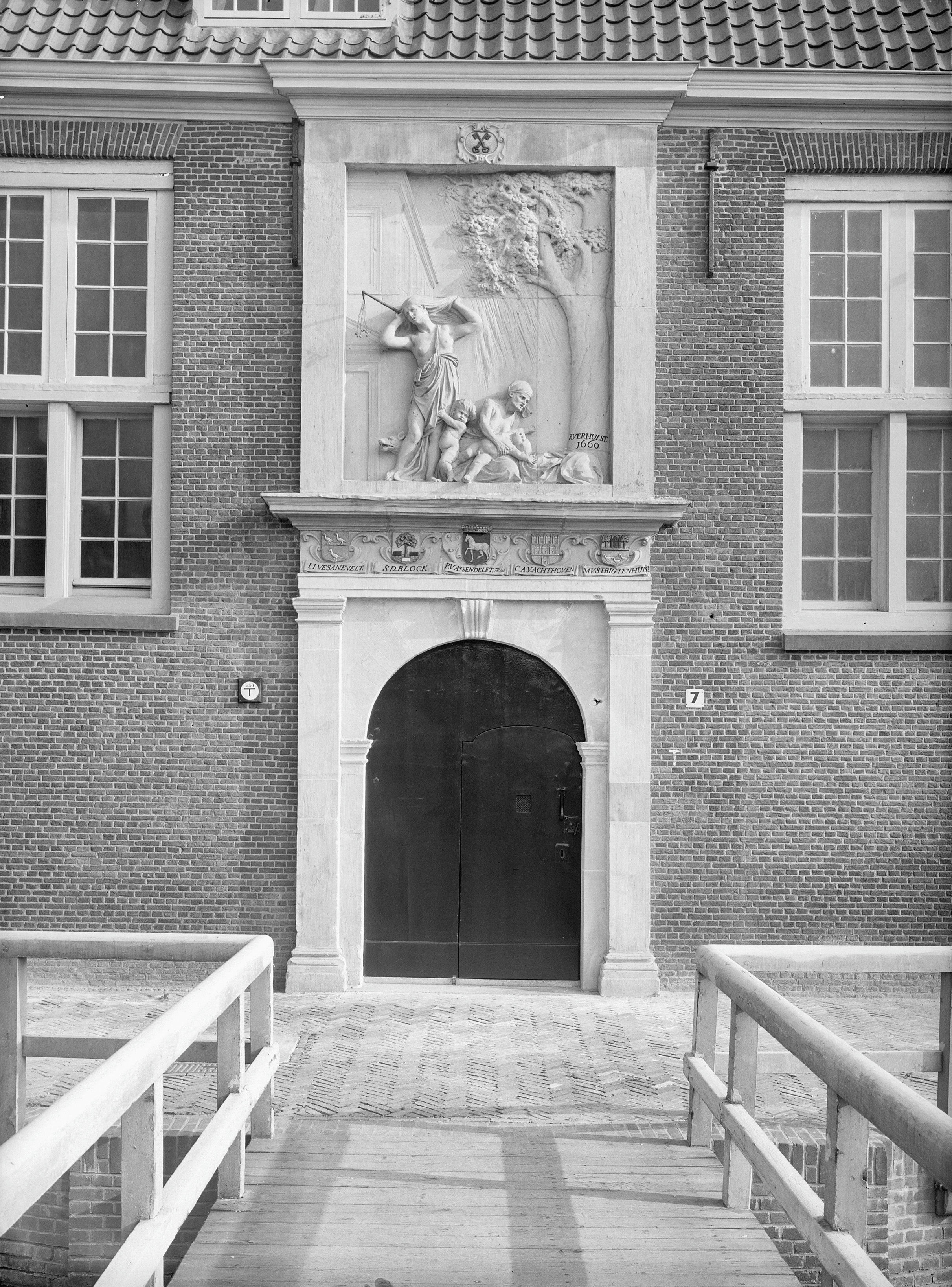
Gevelreliëf door Rombout Verhulst uit 1660 (foto 1943)

Het Pesthuis is een rijksmonument uit 1661, net buiten de historische binnenstad van de Nederlandse stad Leiden. Het werd gebouwd als pesthuis om zieken uit de stad onder te brengen, maar heeft deze functie nooit gehad. Het diende onder meer als hospitaal en gevangenis en herbergde van 1949 tot 1989 het Nederlandse Leger- en wapenmuseum Generaal Hoefer. Van 1998 tot 2016 bevonden zich hier de entree en een aantal tijdelijke tentoonstellingsruimtes van het museum Naturalis. In 2019 werd het Pesthuis eigendom van een beleggingsgroep met lange-termijnplannen voor een publiek gebouw met als centraal thema 'ontmoeten'.  

## Complex
Het Pesthuiscomplex omvat diverse dienstgebouwen en woonhuizen aan de Pesthuislaan. Naast het Pesthuis zelf (huisnummer 7) zijn hiervan de Binnenvader (huisnummer 2/3/3A) en het Cellencomplex (huisnummer 4) onderdeel van het rijksmonument, terwijl het Wachthuis (huisnummer 1), de Anatomische koepel (huisnummer 5/6) en de Vrouwengevangenis (huisnummer 6A/B) aangewezen zijn als gemeentelijk monument.

## Geschiedenis
In 1635 kocht de stad Leiden een terrein buiten de stadsvest, toen behorend tot Oegstgeest. Aanleiding was een pestepidemie die in dat jaar de stad teisterde. Op dat terrein werd een houten noodpesthuis gesticht en een bakstenen huis voor de binnenvader, waarachter later een aantal zalen voor weeskinderen werd opgetrokken.
Toen in 1655 opnieuw een pestepidemie uitbrak, was van het definitieve pesthuis nog geen steen gemetseld. Het omgrachte terrein waarop het moest verrijzen werd gebruikt als moestuin en boomgaard. Pas in 1657 besloot het stadsbestuur toestemming te geven voor de bouw. Het bouwplan werd gemaakt door stadstimmerman Huybert Cornelisz. van Duyvenvlucht, waarschijnlijk naar het voorbeeld van het Amsterdamse pesthuis (later het Buitengasthuis) aan de Overtoom.. Het werd een carrévormig gebouw, bestaande uit een achttal grote zalen rond een binnenplaats. Die binnenplaats werd door een gracht in tweeën gedeeld, zodat de mannenafdeling en de vrouwenafdeling van elkaar gescheiden waren. In 1661 kwam het gebouw gereed.
Het gevelreliëf boven de toegangspoort is gesigneerd R. Verhulst. 1660. Het is vervaardigd door de beeldhouwer Rombout Verhulst en stelt voor de pest in de gedaante van een furie (oorspronkelijk voorzien van een gesel, zoals nog te zien is op de foto uit 1943) met een wolf. Naast haar een uitgeteerde moeder die haar stervend kind vasthoudt en een kind dat zich aan de furie vastklemt. In het fries boven de deur zijn de wapens van de vijf regenten van het Pesthuis afgebeeld: I.I. Vesanevelt, S.D. Block, P.V. Assendelft, C.A.V. Achthoven en M.V. Strigtenhuise. Vlak onder de daklijst, die hier naar voren uitsteekt, bevindt zich een afbeelding van het stadswapen: de Leidse sleutels.

### Bestemmingen
Het Pesthuis heeft nooit voor zijn oorspronkelijke bestemming gediend. Tijdens zijn bestaan heeft het dienstgedaan als militair hospitaal, gevangenis en rijksopvoedingsgesticht voor jongens. De meeste gebouwen die in verband met deze bestemmingen zijn opgetrokken zijn gesloopt. Daaronder ook het 'gebouw voor nachtelijke afzondering' uit 1861-1863, dat acht zalen bevatte met in totaal 384 alkoven. De laatste gebruiker van dit gebouw (tussen 1976 en 1992) was de Reinwardt Academie.
In 1941 werd het Koninklijk Nederlands Leger- en Wapenmuseum Generaal Hoefer in het Pesthuis ondergebracht. In 1989 verhuisde dat naar het Legermuseum in Delft. De Rijksgebouwendienst kocht het Pesthuis met bijbehorend terrein en bijgebouwen van de gemeente Leiden.
In 1990 koos Rijksbouwmeester Kees Rijnboutt de Leidse architect Fons Verheijen als ontwerper voor het nieuwe museum Naturalis, waarvan het Pesthuis deel ging uitmaken. Voor de restauratie van het Pesthuis liet Verheijen zich bijstaan door architect Flip Robers. Vanaf de opening op 7 april 1998 tot september 2016 fungeerde het Pesthuis als de entree van Naturalis, waarmee het via een loopbrug verbonden was. Naast kaartverkoop en museumwinkel bood het Pesthuis onderdak aan het auditorium en het museumcafé. en bood het plaats aan kleine tijdelijke tentoonstellingen, ook tijdens de verbouwing van Naturalis (2016-2019). Onder andere de in 2013 gevonden T-rex 'Trix' werd er tijdelijk tentoongesteld van 10 september 2016 tot juni 2017 als onderdeel van de tentoonstelling T. Rex in Town.

### Verkoop
Sinds in 2016 de werkzaamheden aan de verbouwing en uitbreiding van Naturalis begonnen, werd het Pesthuis niet meer gebruikt, omdat men de entree te ver weg vond. Door de hoge kosten konden er geen delen van de collectie worden ondergebracht. De verbindende loopbrug verdween. In afwachting van een nieuwe bestemming besloot de gemeente geen nieuwbouw in de directe omgeving van het Pesthuis toe te staan "om de mogelijkheden voor een nieuwe invulling van dit Rijksmonument niet te beperken".
In januari 2019 startte de inschrijving voor de verkoop van het gehele Pesthuiscomplex. Gegadigden moesten aan strikte voorwaarden voldoen. In oktober 2019 werd bekendgemaakt dat het rijksmonument door het Rijksvastgoedbedrijf was verkocht aan een Amsterdamse beleggingsgroep, die een 'mixed herontwikkeling' voorstaat tot een publiek gebouw met als centraal thema 'ontmoeten'. In het 17e-eeuwse Pesthuis worden volgens de plannen een foodhall, appartementen, horeca en kunst en cultuur gevestigd. Het akkoord tussen de beleggingsgroep en de gemeente werd in juni 2020 ondertekend.
In 2022 werd bekendgemaakt dat de plannen niet voor 2025 zouden worden verwezenlijkt. In de tussentijd zou het complex kunnen dienen als tijdelijk congrescentrum. Aan de zijde van de Plesmanlaan verscheen een nieuwe brug over de omringende gracht.

## Pesthuis door de jaren

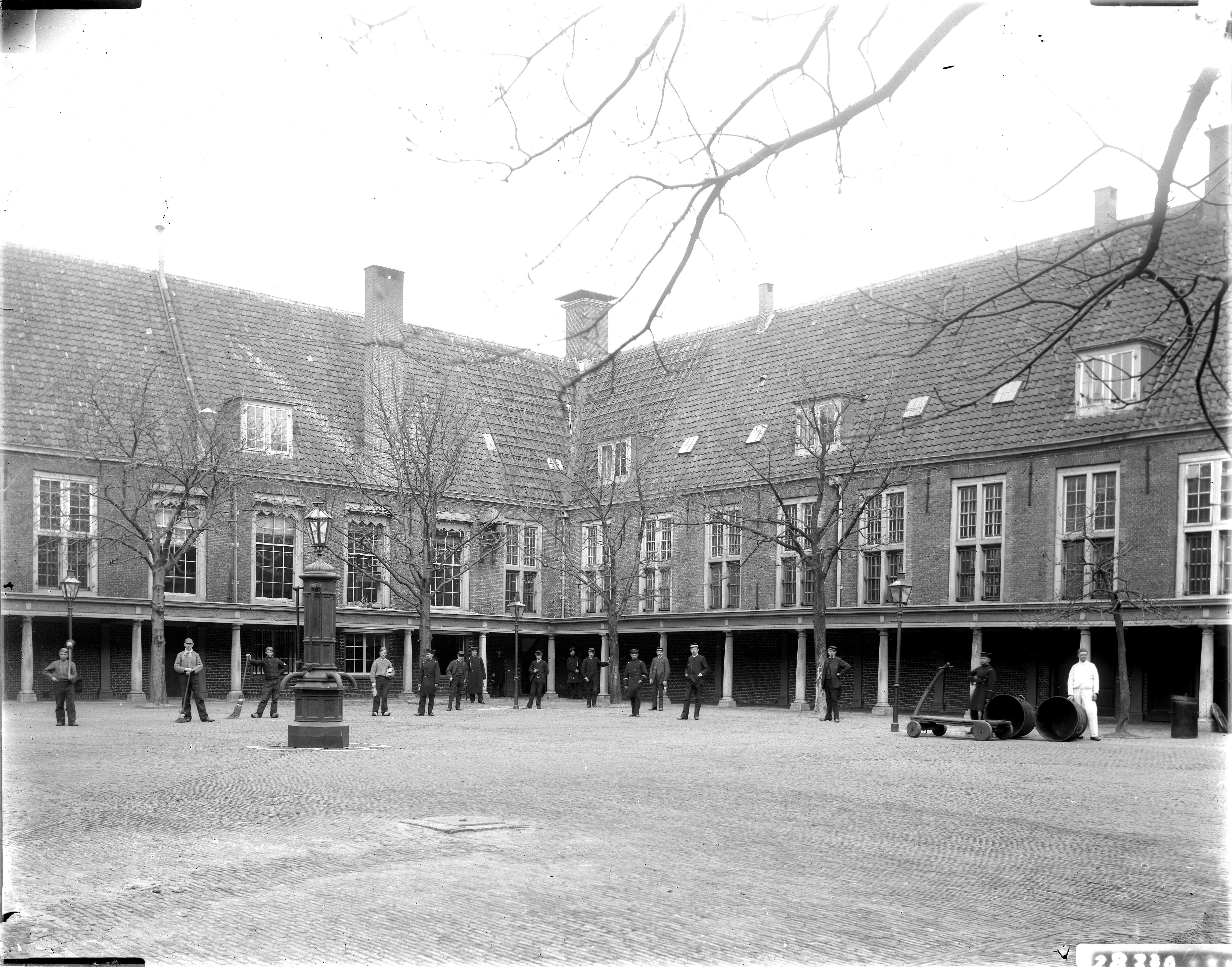
Gezicht op de binnenplaats van het Pesthuis, in die tijd als militaire strafgevangenis in gebruik (ca. 1880)
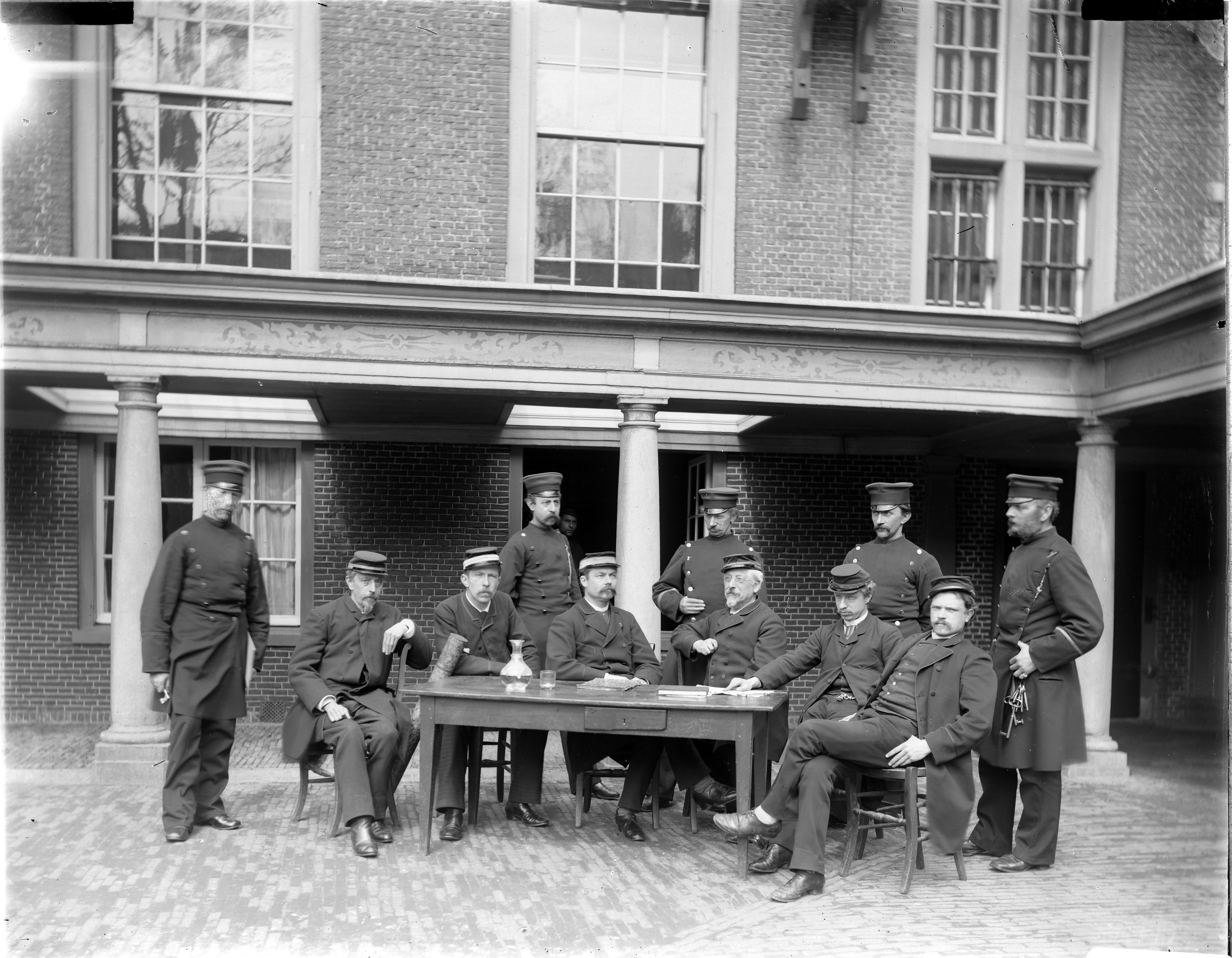
Groepsfoto van het personeel van de Militaire Strafgevangenis in het voormalige Pesthuis te Leiden, 1880
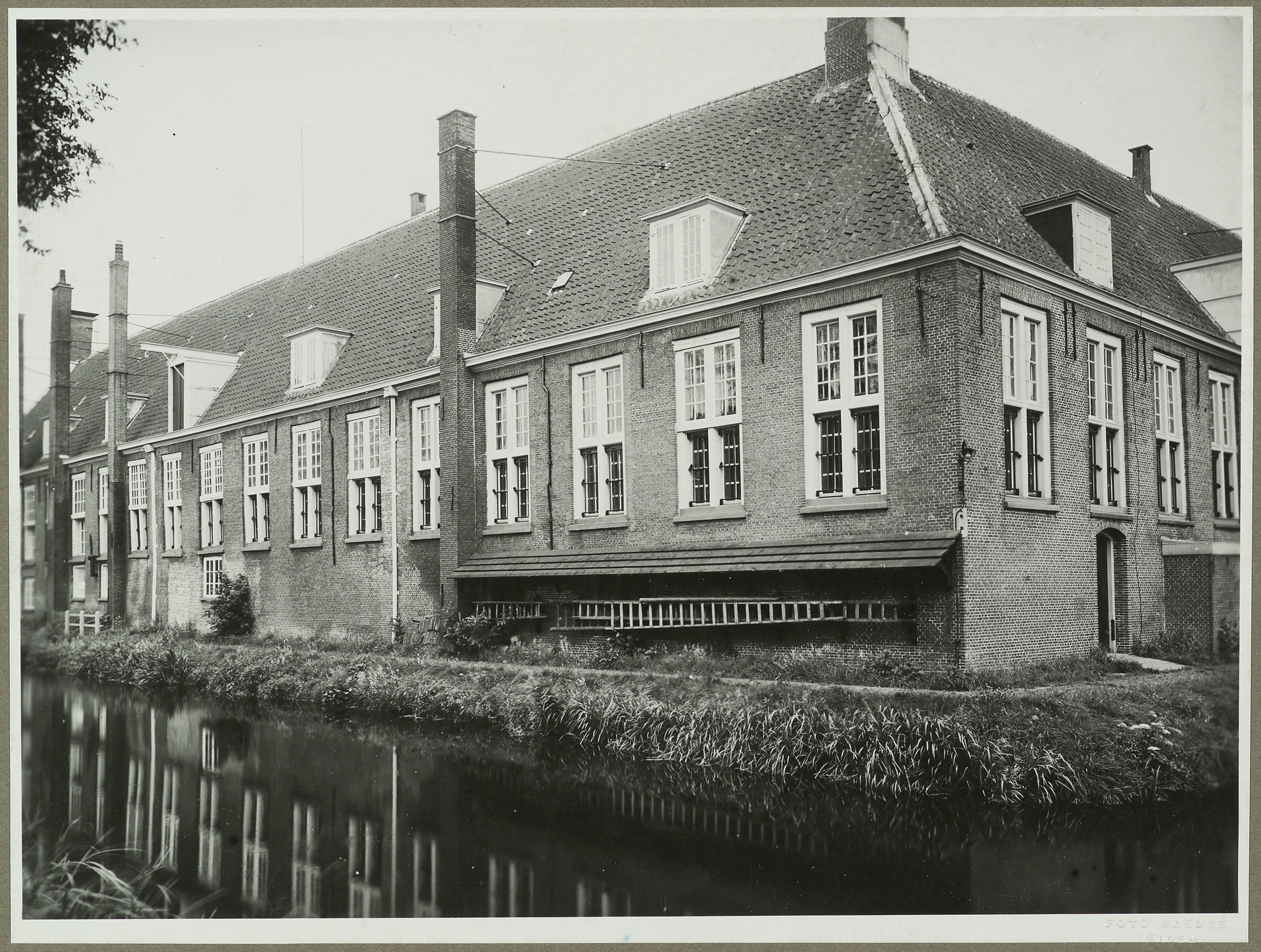
Pesthuis (1938)
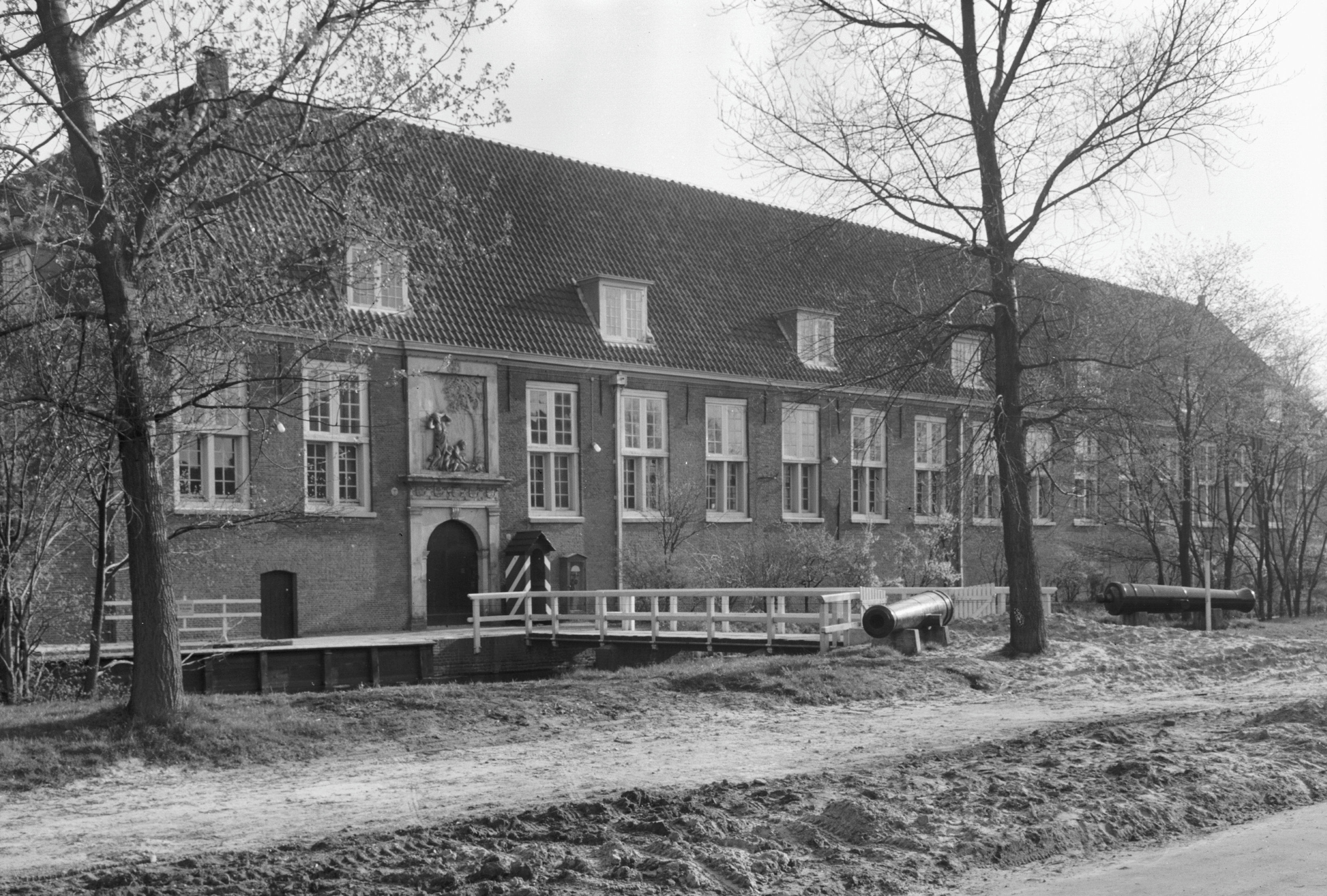
Pesthuis: Legermuseum (1963)
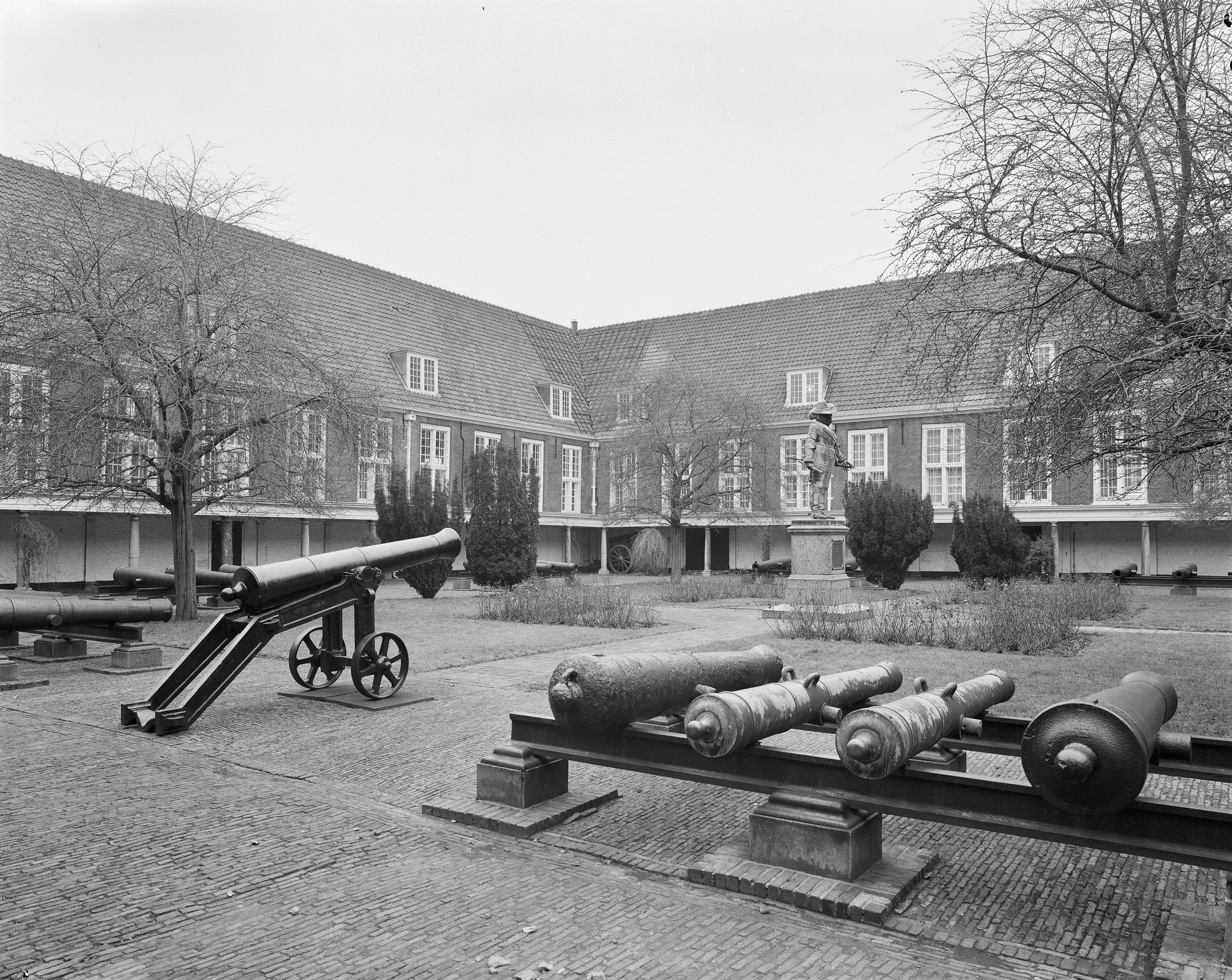
Binnenplaats Pesthuis als legermuseum (1976)
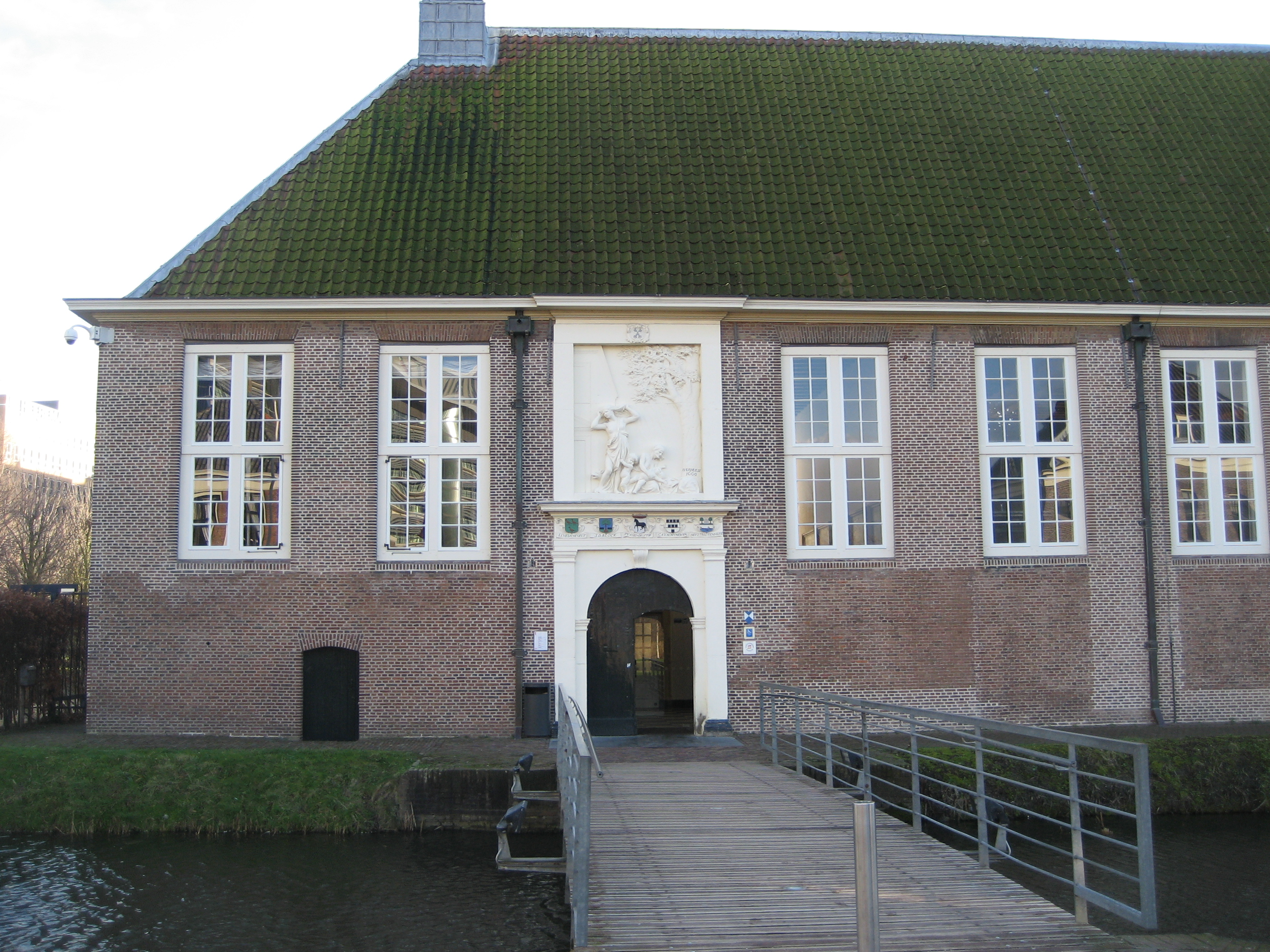
Pesthuis als entree tot Naturalis (2013)
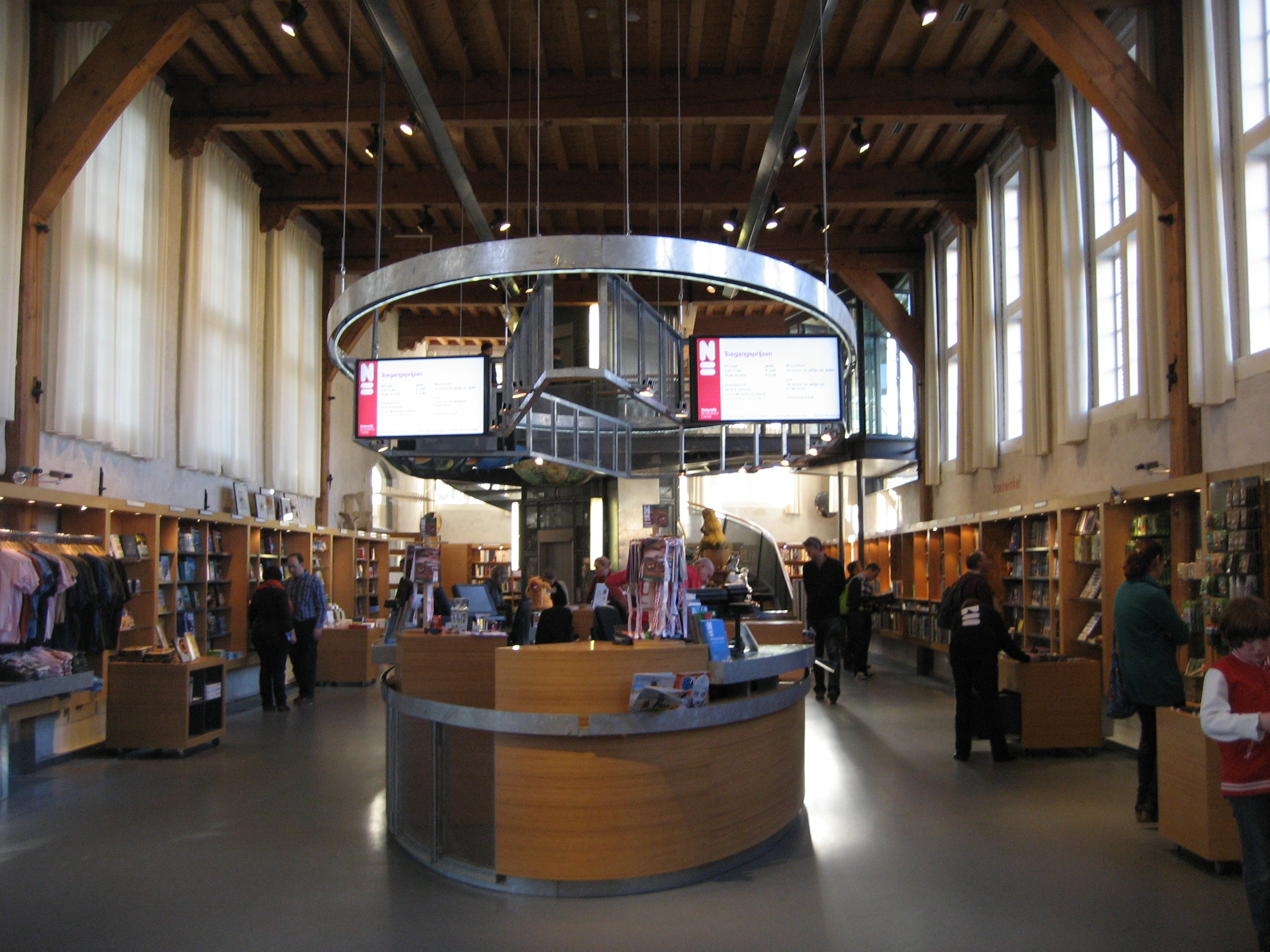
Kassa Naturalis in het Pesthuis (2013)